# Majano

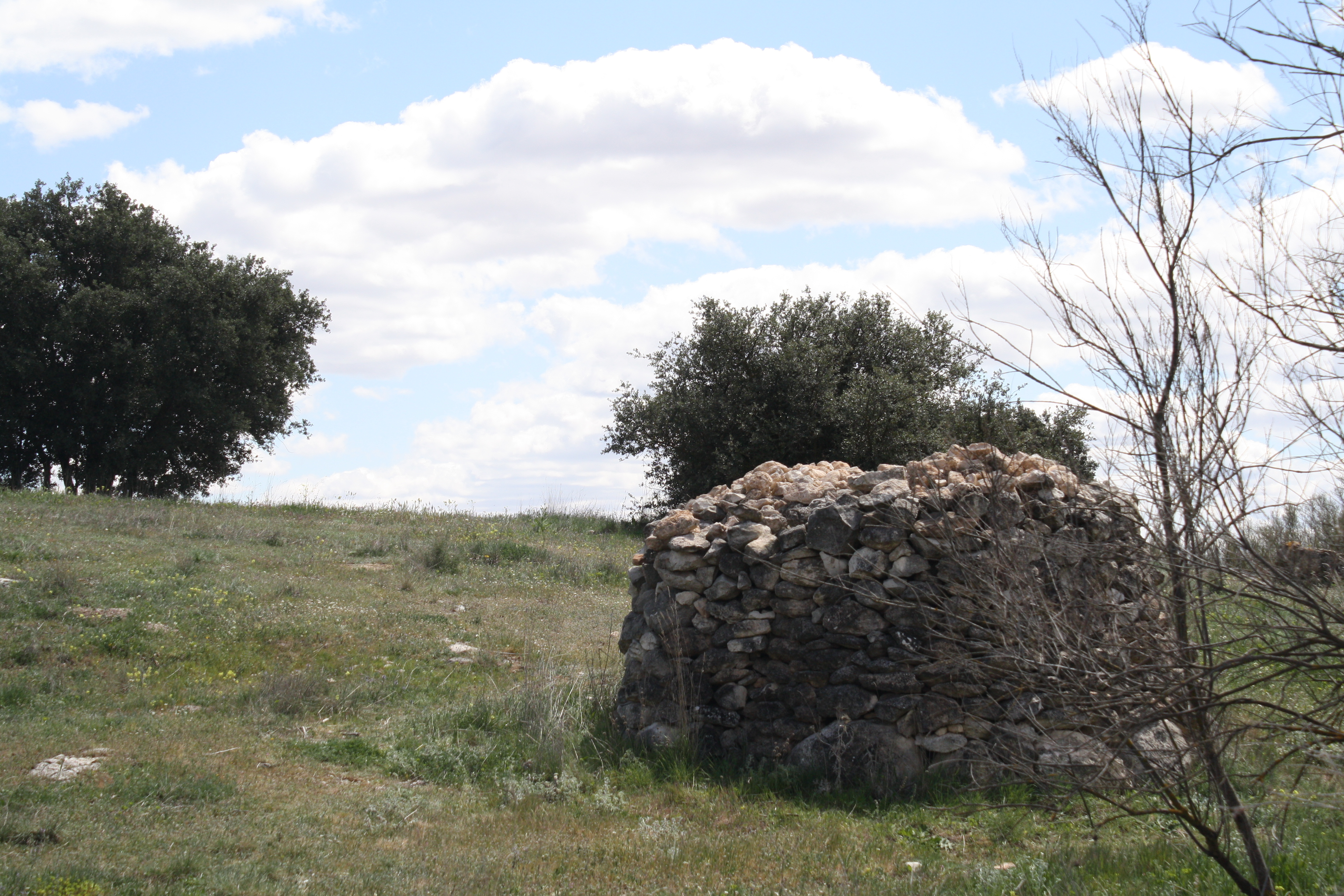
Majano en las Tablas de Daimiel.

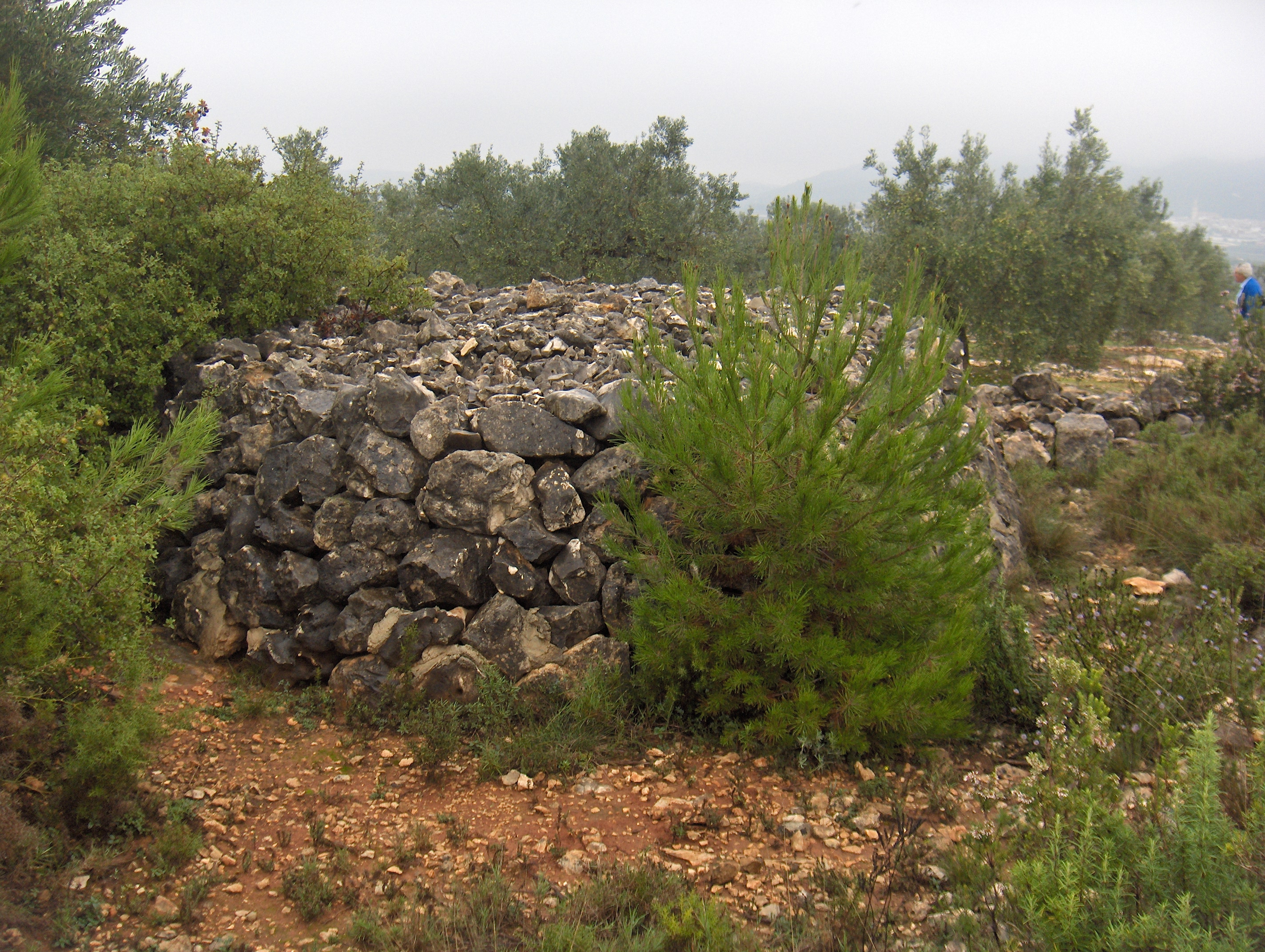
Majano, partida rural de La Rocha, Enguera (valencia).

Majano es el nombre que recibe, en La Mancha y algunas zonas de la Comunidad Valenciana, una construcción de carácter agrícola. 
El Diccionario de la Lengua Española, recoge el nombre de majano como montón de cantos sueltos que se forma en la tierra de labor. Este es el origen del término que se utiliza para referirse a estas construcciones, pues  tradicionalmente, las piedras que se iban retirando de los campos para facilitar las labores se amontonaban con diversas formas (cuadradas, circulares, cónicas...), predominando la forma circular por ser la más eficiente para el amontonado. En algunos casos pueden estar adornados por hitos, construcciones cónicas que los coronan. A veces se deja un hueco en su interior a modo de cabaña para refugio de pastores.
Estas construcciones pueden llegar a tener gran tamaño, pese a no tener ningún tipo de argamasa o pasta para unirlas y se encuentran en varias provincias españolas. Las piedras más grandes se dejan en el exterior.